# Timonius rigidus
Timonius rigidus är en måreväxtart som först beskrevs av Friedrich Anton Wilhelm Miquel, och fick sitt nu gällande namn av Ferdinand von Mueller. Timonius rigidus ingår i släktet Timonius och familjen måreväxter. Inga underarter finns listade i Catalogue of Life.